# Еврипил (царь Ливии)
Еврипил (др.-греч. Εὐρύπυλος) — персонаж древнегреческой мифологии. Сын Посейдона (другой герой, сын Посейдона по имени Еврипил, был царем Коса).
В его облике Тритон явился аргонавтам. Еврипил — киренский царь, чьих быков истреблял лев, убитый Киреной. Также его именуют Евритом.